# Olszyna (Trzebiel)
Olszyna [ɔlˈʂɨna] (deutsch Erlenholz, niedersorbisch Wólšyna) ist ein Dorf in der Landgemeinde Trzebiel (Triebel) im Powiat Żarski (Landkreis Sorau) in der polnischen Woiwodschaft Lebus. Bekannt ist der Ort insbesondere aufgrund seiner Lage an der Grenzübergangsstelle Forst–Olszyna.

## Lage

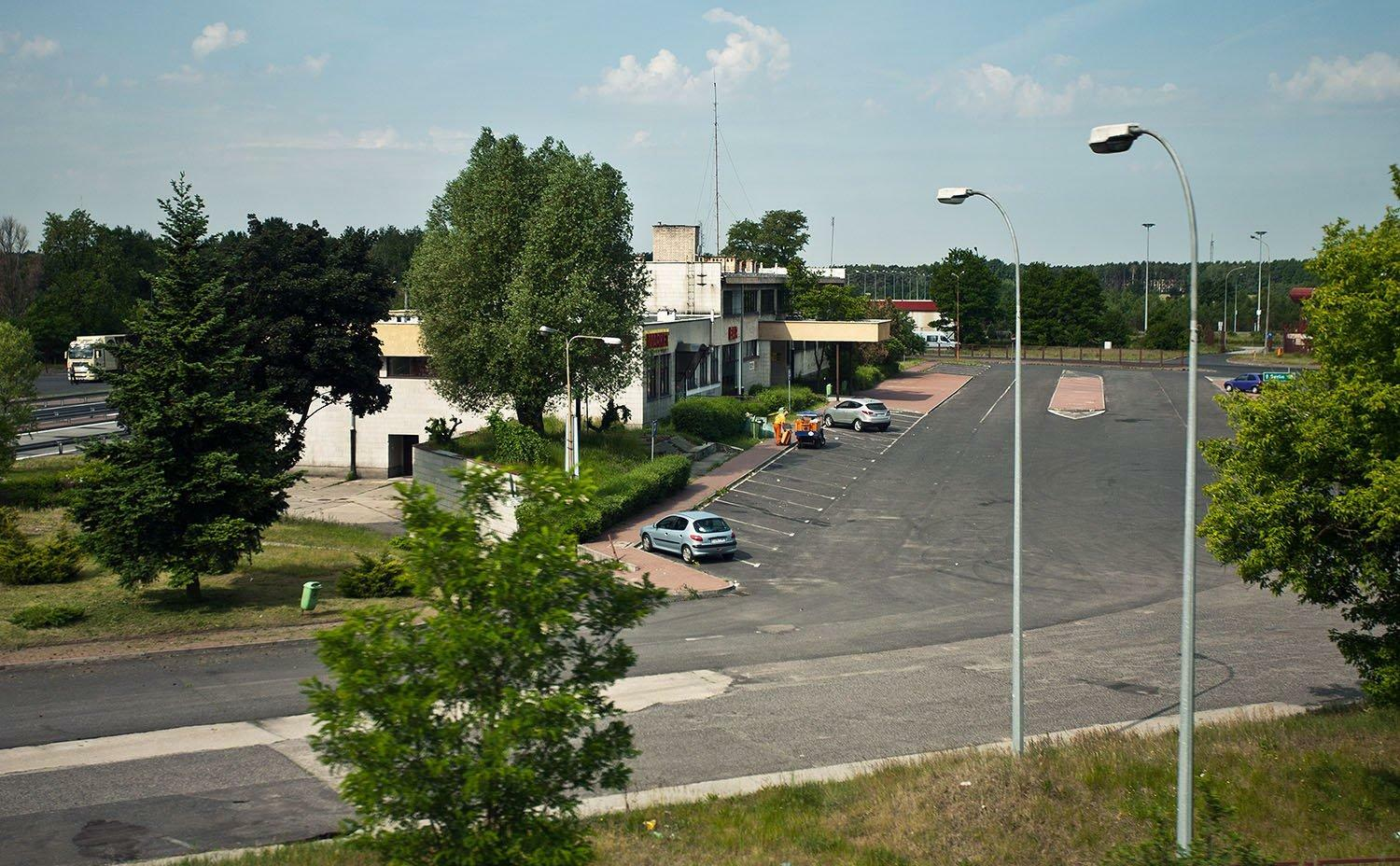
Grenzübergangsstelle Forst–Olszyna

Olszyna liegt in der Niederlausitz, unmittelbar an der Grenze zu Deutschland. Die Stadt Żary liegt rund 25 Kilometer östlich und die Stadt Cottbus rund 30 Kilometer nordwestlich des Dorfes. Umliegende Ortschaften sind Kałki im Osten, Bukowina im Süden und die in Deutschland gelegenen Ortschaften Bahren im Südwesten, Raden im Westen und Klein Bademeusel im Nordwesten. Nördlich von Olszyna liegen weitreichende Waldgebiete, westlich die Lausitzer Neiße.
Olszyna liegt in unmittelbarer Nähe zur Autostrada A18 und besitzt dort eine Anschlussstelle. Der Grenzübergang Forst–Olszyna, an dem die Autostrada A18 in die deutsche Bundesautobahn 15 übergeht, liegt nördlich der Ortschaft.

## Geschichte
Erlenholz gehörte historisch zur Herrschaft Pförten und somit ab 1746 zur Herrschaft Forst. Der Ort war grundherrschaftlich der Familie von Brühl unterstellt. Bis 1806 gehörte Erlenholz zum Kurfürstentum Sachsen und danach bis 1815 zum Königreich Sachsen. Nach einem Beschluss auf dem Wiener Kongress musste Sachsen die Niederlausitz an das Königreich Preußen abtreten. Seit 1816 lag die Gemeinde Erlenholz im Landkreis Sorau (Lausitz) der Provinz Brandenburg. 1844 sind in der Topografisch-statistischen Übersicht des Regierungsbezirks Frankfurt a.d.O. für Erlenholz 90 Einwohner in 17 Wohnhäusern verzeichnet. Kirchlich gehörte der Ort zu Triebel. 1867 hatte Erlenholz 98 Einwohner.
Bei der Volkszählung zum Stichtag 1. Dezember 1910 hatte Erlenholz 92 Einwohner. Verwaltungstechnisch war die Gemeinde Erlenholz zunächst mit fünf und später mit vier weiteren Gemeinden zum Amtsbezirk Kemnitz zusammengeschlossen. Nach dem Zweiten Weltkrieg wurden die Herren von Brühl enteignet und die Herrschaft Forst aufgelöst. Mit der Festlegung der Oder-Neiße-Grenze am 2. August 1945 wurde der Amtsbezirk Kemnitz aufgelöst, Erlenholz kam als östlich der Lausitzer Neiße gelegener Ort zu Polen und wurde in Olszyna umbenannt. Die deutschen Einwohner wurden aus dem Ort vertrieben und die Häuser von polnischen Neusiedlern bezogen.
Am 28. Juni 1946 wurde Olszyna nach Trzebiel eingemeindet. Zunächst war der Ort Teil der Woiwodschaft Breslau, ab 1950 gehörte der Ort der Woiwodschaft Zielona Góra an. Vom 5. Oktober 1954 bis zum 1. Januar 1973 gehörte Olszyna verwaltungstechnisch zur Gromada Trzebiel und seitdem wieder zur Landgemeinde Trzebiel. Seit einer weiteren Gebietsreform im Jahr 1998 ist die Gemeinde Trzebiel mit dem Ort Olszyna Teil der Woiwodschaft Lebus.